# The Outsider (Once Upon a Time)
The Outsider es el decimoprimer episodio de la segunda temporada de la serie de televisión estadounidense de fantasía y drama, Once Upon a Time. El episodio se transmitió originalmente en los Estados Unidos el 13 de enero de 2013, mientras que en América Latina el episodio debutó el 14 de febrero de 2013. El guion principal del episodio fue coescrito por ian Goldberg junto a Andrew Chambliss y la dirección general estuvo a cargo de David Solomon.
En este episodio la valiente Bella se embarca en una peligrosa misión para ayudar al Sr. Gold a recuperar un elemento clave para la búsqueda de Baelfire. Para conseguir su objetivo la princesa se enfrenta al mismo capitán Garfio, quien está decidido a lastimar a su peor enemigo a como dé lugar, incluso si para eso tiene que empezar con los seres queridos del hechicero. Mientras se revela que en el pasado, Bella conoció a Mulan y la ayudó a combatir a un Yagonai.

## Argumento

### En el pasado del bosque encantado
En un bar, Bella se topa con el enano Soñador, quien le revela que gracias a su consejo, el y Nova tienen planeado fugarse juntos para disfrutar de su amor. Poco después al lugar entran unos guardias de un reino lejano para reclutar personas que los ayuden en su travesía para detener a una peligrosa criatura de nombre Yagonai. Soñador alienta a Bella a unirse a la travesía confiando en que ella sería un miembro muy valioso en la expedición y le da un poco de polvo de hadas para su viaje.
Desafortunadamente, contrario a las creencias de Soñador, Bella es despreciada por sus compañeros, quienes pasan a tratarla mal y subestimarla por su apariencia y poca experiencia en el combate. Poco después los dos hombres la engañan para que les diga el paradero del yagonai y de esa manera dirigirse a acabar con la criatura. Sin embargo Bella los había engañado a propósito para darles un dato incorrecto y se dirige al verdadero hogar del Yagonai, el cual se encuentra en lo alto de una montaña. Al llegar a la cueva donde está escondida la bestia, Bella no es capaz de hacerle frente y termina arruinando la cacería de una valiente e intrépida guerrera conocida como Mulan, quien había llegado a la cueva con el mismo propósito solo que bajo razones personales, ya que Mulan solo quiere proteger a su pueblo.
Más tarde Bella es confrontada por sus compañeros de viaje, los cuales se ven decididos a lastimarla con tal desquitarse por el engaño al que fueron sometidos. Mulan aparece de la nada y salva a la princesa de los hombres. La guerrera china le explica a Bella que si juntan su intelecto y su fuerza las dos podrán derrotar al Yaoguai. Mientras buscan a la criatura, Bella descubre que Mulan está herida y que no puede pelear en su condición. Mulan reconoce que su compañera esta en lo correcto y le da su espada, encargándole la misión de asesinar a la bestia en su lugar. Bella guía a la criatura hacia una trampa donde consigue herirla al mojarla con agua. Cuando Bella se da cuenta de que la criatura está pidiendo auxilio, la princesa usa el polvo de hadas con el que consigue revertir al Yaoguai a su forma antigua: el príncipe Phillip.
Bella lleva Phillip con Mulan para que este lleve a la última con un doctor, ya que la primera está decidida a volver con Rumplestiltskin y salvarlo de su condición. Sin embargo es interceptada por la Reina Malvada quien con la ayuda de los compañeros de Bella, decide poner en custodia bajo la misma para impedir que los dos tengan su final feliz.

### En el presente de Storybrooke
El Sr. Gold somete a William Smee a un experimento para probar un hechizo que le permitirá dejar el pueblo para buscar a su hijo sin perder la memoria. El experimento es un éxito y Smee sigue conservando su memoria.
Al día siguiente todos los habitantes de Storybrooke se reúnen para el funeral de Archie Cooper/Pepito Grillo. Heny Mills queda afectado enormemente por la muerte de quien fuera su amigo y por el hecho de que su madre adoptiva fuera responsable de su muerte. En la nave de Garfio, el pirata somete al psicólogo a una tortura con tal de averiguar sobre cualquier debilidad del Sr. Gold y así matarlo.
Mientras Bella se prepara en la biblioteca para abrir su negocio, es atacada por Garfio, quien trata de lastimarla con tal de llegar a Gold. Bella se las arregla para perder a su perseguidor en el elevador de la biblioteca y comunicarle a su pareja su ataque. Una vez que los dos se dirigen a la tienda para buscar un hechizo que los ayude con Garfio, se topan con la sorpresa de encontrar la tienda devastada y con la bufanda de Baelfire desaparecida. Gold le explica a Bella que la bufanda es una parte vital del hechizo que le permitirá dejar Storybrooke.
Al no tener más opción que revelar su pasado con Garfio para advertirle a Bella de lo peligroso que es el pirata, pero omite intencionalmente la razón principal por la que Garfio lo odia. Poco después Gold intercepta a Smee y al no poder sacarle ninguna información de los planes de su enemigo, este decide optar por convertir a Smee en una rata. Bella por su parte rastrea la nave de Garfio en los puertos, al entrar libera a Archie y recupera la bufanda de Baelfire. Garfio aparece y trata de atacar a Bella de nuevo, pero es detenido por Gold quien comienza a golpearlo brutalmente. Bella persuade a Gold de dejar vivir a Garfio y continuar con su misión de encontrar a su hijo.
Esa misma noche Gold vierte la poción sobre la bufanda de Baelfire y cruza los límites con su memoria intacta. Bella felicita a su pareja por su éxito y afirma que lo esperara al fin de la búsqueda. De repente Garfio le dispara a Bella en la espalda provocando que la misma cruce la barrera del pueblo y por lo tanto la pérdida de su memoria. Gold enfurece por el acto y se prepara para asesinar al pirata, en ese momento de la nada aparece un auto que llega al pueblo y atropella a Garfio. Las placas del auto indican que es de Pensilvania, dando a entender que un forastero ha llegado al pueblo.

## Recepción

### Audiencia
El episodio perdió mucha audiencia por la combinación de ciertos factores (por los Golden Globe Awards y su especial de 60 Minutes además de que la emisión de la AFC perdió mucha audiencia cerca de la misma hora), dejando al episodio con su más baja audiencia hasta la fecha, colocando un 2.8/7 entre gente de 18-49 con solo 8.15 millones de espectadores.

### Críticas
La crítica Sarah Caldwell de Entertainment Weekly le dio una crítica buena pero regular: "'Creo que todos concordamos con que este fue un estupendo episodio -- y no estoy hablando solo del pasado de Bella."
Oliver Sava de A.V. Club le dio al episodio una B: "Once Upon A Time es una serie problemática, pero no la vuelve inflexible. Los dos últimos episodio que vinieron tras las vacaciones dieron grandes pasos para el show, la mayor parte de ellos enfocados en desarrollar a sus personajes que en la mitología. Mientras es divertido ver los cuentos de Disney interceptarse en el pasado, los elementos fantásticos pueden sentirse vacíos sin una fuerte interpretación emocional. “The Outsider” hace un buen trabajo balanceando esos aspectos de la serie, mostrando a Bella mientras lucha para ayudar a Rumpelstiltskin ha percatarse del bien en el mismo mientras se junta en el pasado con Mulan para cazar un gran perro flameado en el bosque. Es un poco tonto, pero ese es el M.O de Once Upon A Time, y en si el episodio es una fuerte historia de pelear por lo que crees, incluso si eso te mete una bala en la espalda."